# Katastrofa lotu PauknAir 4101
Katastrofa lotu PauknAir 4101 – katastrofa lotnicza, która wydarzyła się 25 września 1998 roku. Samolot BAe 146 uderzył we wzgórze nieopodal portu lotniczego w hiszpańskiej eksklawie Melilla w Maroku. Zginęli wszyscy obecni na pokładzie – 38 osób.

## Samolot
Samolotem był brytyjski British Aerospace 146 należący do hiszpańskich linii lotniczych PauknAir. Samolot dziewiczy lot wykonał w 1983 roku. Początkowo samolot należał do British Airways, a później do Dan-Air London. Maszyna przez kilka lat stała w hangarze, a następnie trafiła do PauknAir we wrześniu 1995 roku.

## Wypadek
Samolot wystartował z Malagi o 7:25 czasu hiszpańskiego. Załoga składała się z dwóch pilotów – 39-letniego kapitana Diego Clavero Muñoza i 28-letniego drugiego pilota Bartolomé Jiméneza. Lot miał trwać zaledwie 25 minut. Piloci rozpoczęli zniżanie o 7:41 czasu hiszpańskiego (6:41 czasu marokańskiego). Samolot podchodził do lądowania według wskazań przyrządów, ponieważ nad lotniskiem unosiła się gęsta mgła. Jednymi z ostatnich słów, jakie było słychać na nagraniu z rejestratora głosów były „Nic nie widzę”. O 7:49 w kokpicie uruchomił się alarm informujący o bliskości ziemi (TAWS). O 7:50 samolot rozbił się o zbocze wzgórza na wysokości 886 stóp.
Śledczy ustalili, że przyczyną katastrofy było zejście poniżej minimalnej bezpiecznej wysokości bezwzględnej (4000 stóp), której nie można przekraczać w warunkach słabej widoczności.

## Ofiary katastrofy
| Kraj      | Pasażerowie | Załoga | Razem |
| --------- | ----------- | ------ | ----- |
| Hiszpania | 31          | 4      | 35    |
| Argentyna | 1           | –      | 1     |
| Belgia    | 1           | –      | 1     |
| Maroko    | 1           | –      | 1     |
| Razem     | 34          | 4      | 38    |